# Chambon (rivière)
La Chambon est une rivière.